# 유주현 (모델)
유주현 (1986년 6월 25일 ~ )은 대한민국의 모델이다.

## 경력
- 한류패션 페스티벌 모델

## 방송
- 2007년 ~ 2008년 생방송 브라보 나눔로또